# Aizkraukle
Aizkraukle (deutsch Ascheraden), in den Jahren der sowjetischen Besatzung Lettlands bis 1990 Stučka, ist eine Stadt in Lettland mit etwa 7300 Einwohnern (Stand 2015). Sie liegt auf dem rechten hohen Ufer der Daugava (Düna), gegenüber mündet der Nebenfluss Lauce.
Die Stadt bildet das namensgebende Zentrum eines eigenen Verwaltungsbezirks und ist etwa 90 km südöstlich von Riga im Urstromtal der Daugava gelegen.

## Geographie
Die Stadt liegt in unmittelbarer Nähe zum Staudamm des Wasserkraftwerks von Plavinas an der Eisenbahnstrecke Riga-Daugavpils. Das umliegende Gebiet ist vorwiegend von Wald und Seen bzw. Flüssen bedeckt.

## Geschichte
Nach Ausgrabungsfunden stellt das Gebiet eine alte historische Ansiedlung der Liven dar. Das nördliche Ufer der Daugava war livländisches Gebiet, während das Gebiet links der Daugava zu Semgallen gehörte. Hier hatten früher die Komturei Ascheraden und später das Kirchspiel Ascheraden ihr Zentrum. Der Name „Ascheraden“ (niederdeutsch: „Asscrade“), welcher auf Lettisch wie „Ašķere“ klingt, bezeichnet den hier mündenden linken Seitenfluss der Daugava.
Der lettischen Sage von Lāčplēsis („Bärenreißer“) zufolge begegnete der Held auf seiner Wanderung hier der schönen Hexe Spīdola, Tochter des Aizkrauklis, des Wächters über die dortigen Stromschnellen.
Die jetzige, nördlich der Düna gelegene Stadt Aizkraukle wurde im Jahre 1960 beim Bau des Wasserkraftwerks von Plavinas als Wohnsiedlung für die Bauarbeiter und Wasserkraftwerker errichtet und „Stučka“ genannt – nach Lenins erstem Volkskommissar für Justiz und zeitweiligem Präsidenten Lettlands Pēteris Stučka. Die Architektur von Aizkraukle ist demzufolge charakteristisch für die 1960er und 1970er Jahre. Die damalige Siedlung am Wasserkraftwerk erhielt im Jahre 1967 Stadtrecht. Die Stadt wurde im Jahre 1990 nach einem nahe gelegenen Dorf in „Aizkraukle“ umbenannt. Bis zur lettischen Verwaltungsreform 2009 war Aizkraukle der Verwaltungssitz des gleichnamigen Rajons (Aizkraukles rajons).

## Sehenswürdigkeiten
Von der am rechten Ufer der Düna in der zweiten Hälfte des 14. Jahrhunderts vom Livländischen Orden erbauten Burg Ascheraden (lettisch Aizkraukles viduslaiku pils) ist deren Ruine westlich der heutigen Stadt Aizkraukle erhalten.
Die westlich des Ortes gelegene Evangelisch-Lutherische Kirche von Aizkraukle wurde 1680 erbaut und von 1896 bis 1899 neugotisch umgestaltet.
Das in einem historischen Holzgebäude untergebrachte Geschichts- und Kunstmuseum „Kalna Ziedi“ von Aizkraukle zeigt aktuelle und historische Ausstellungen von der Frühzeit bis zum 20. Jahrhundert.

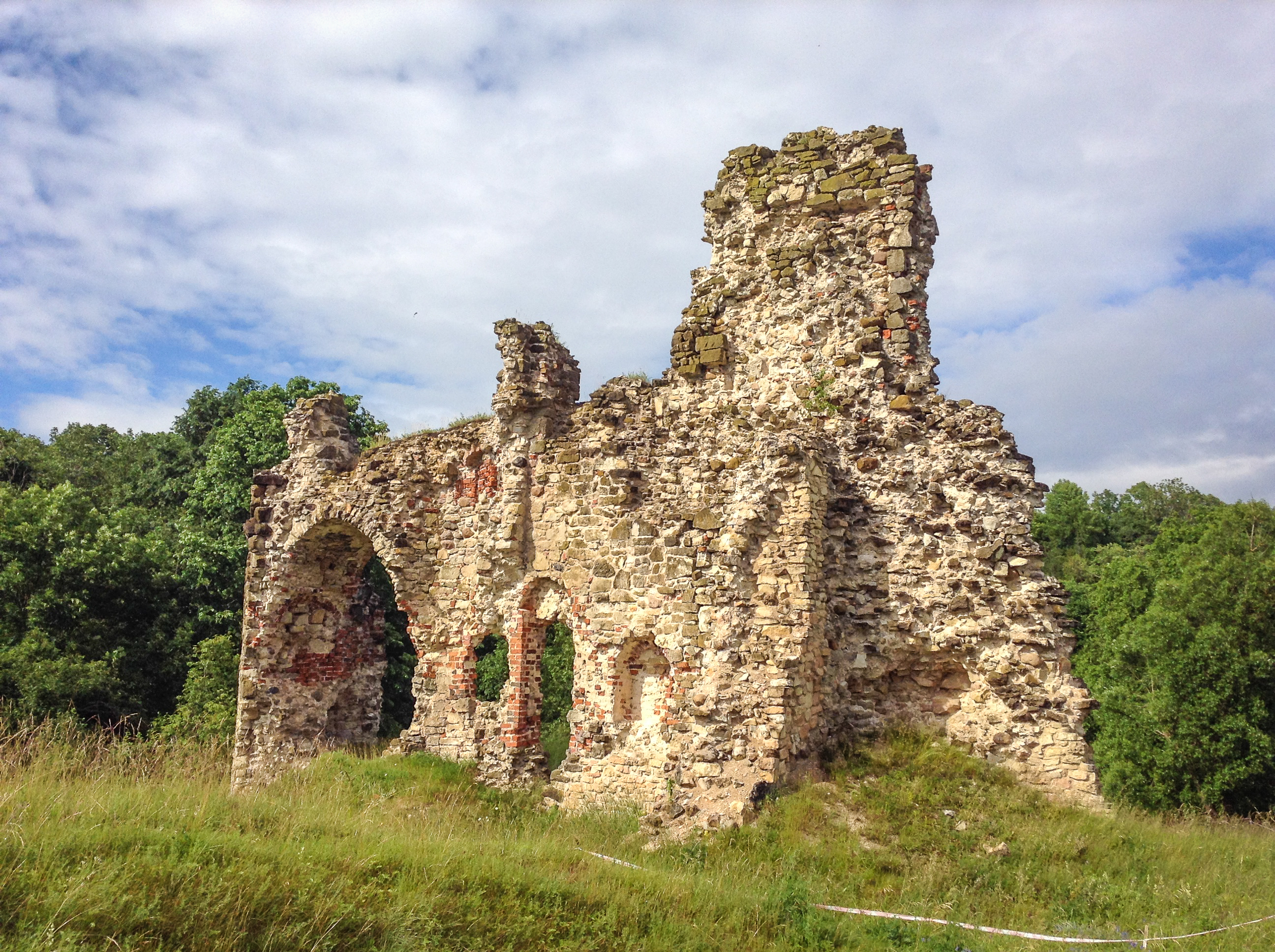
Ruine der Burg Ascheraden
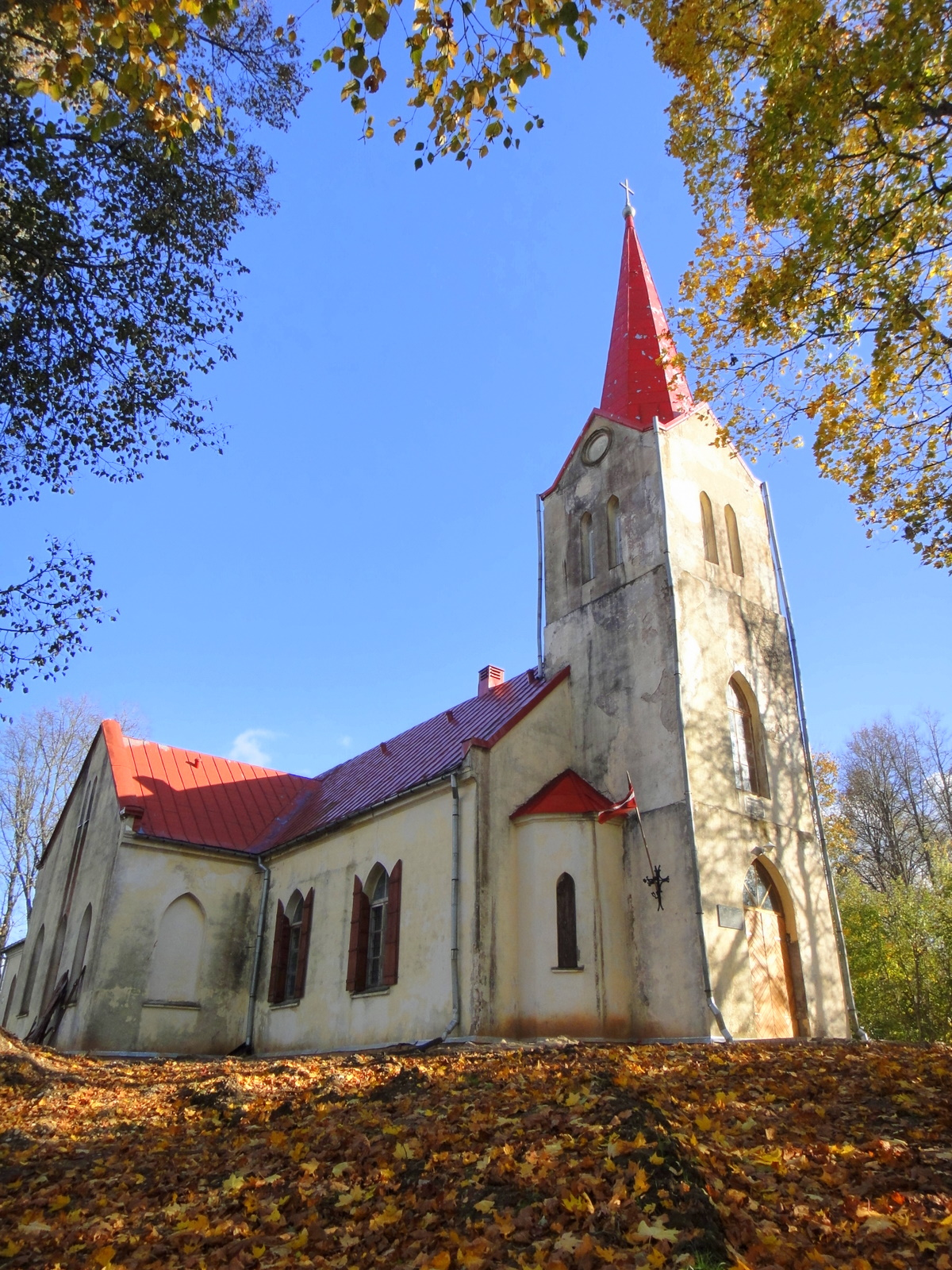
Evangelisch-Lutherische Kirche Aizkraukle
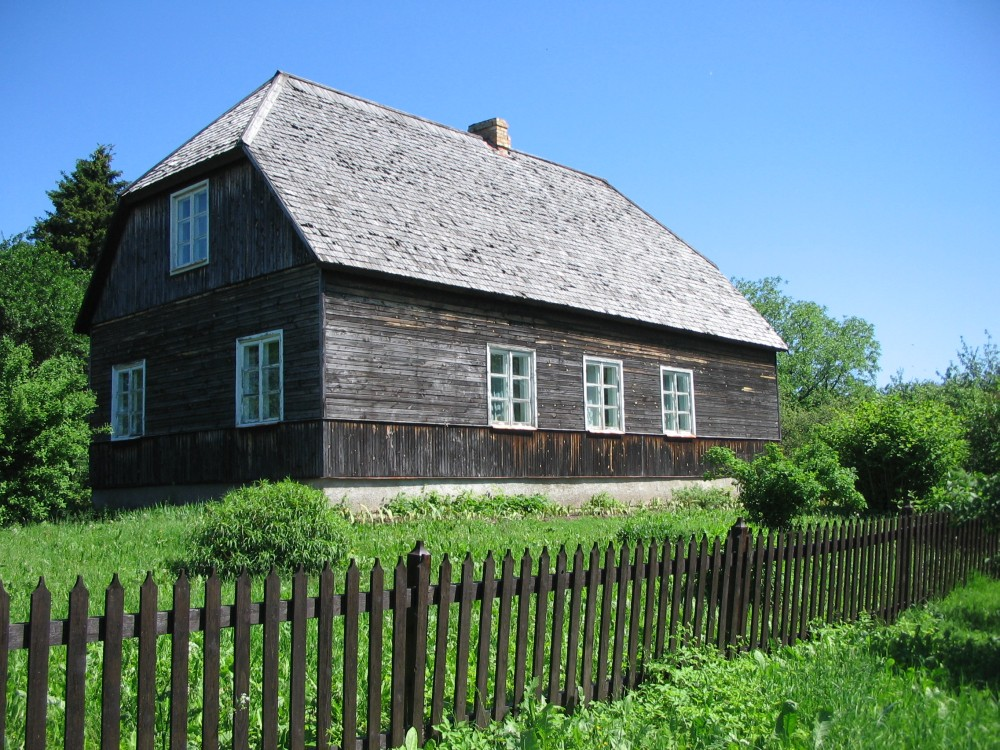
Geschichts- und Kunstmuseum „Kalna Ziedi“
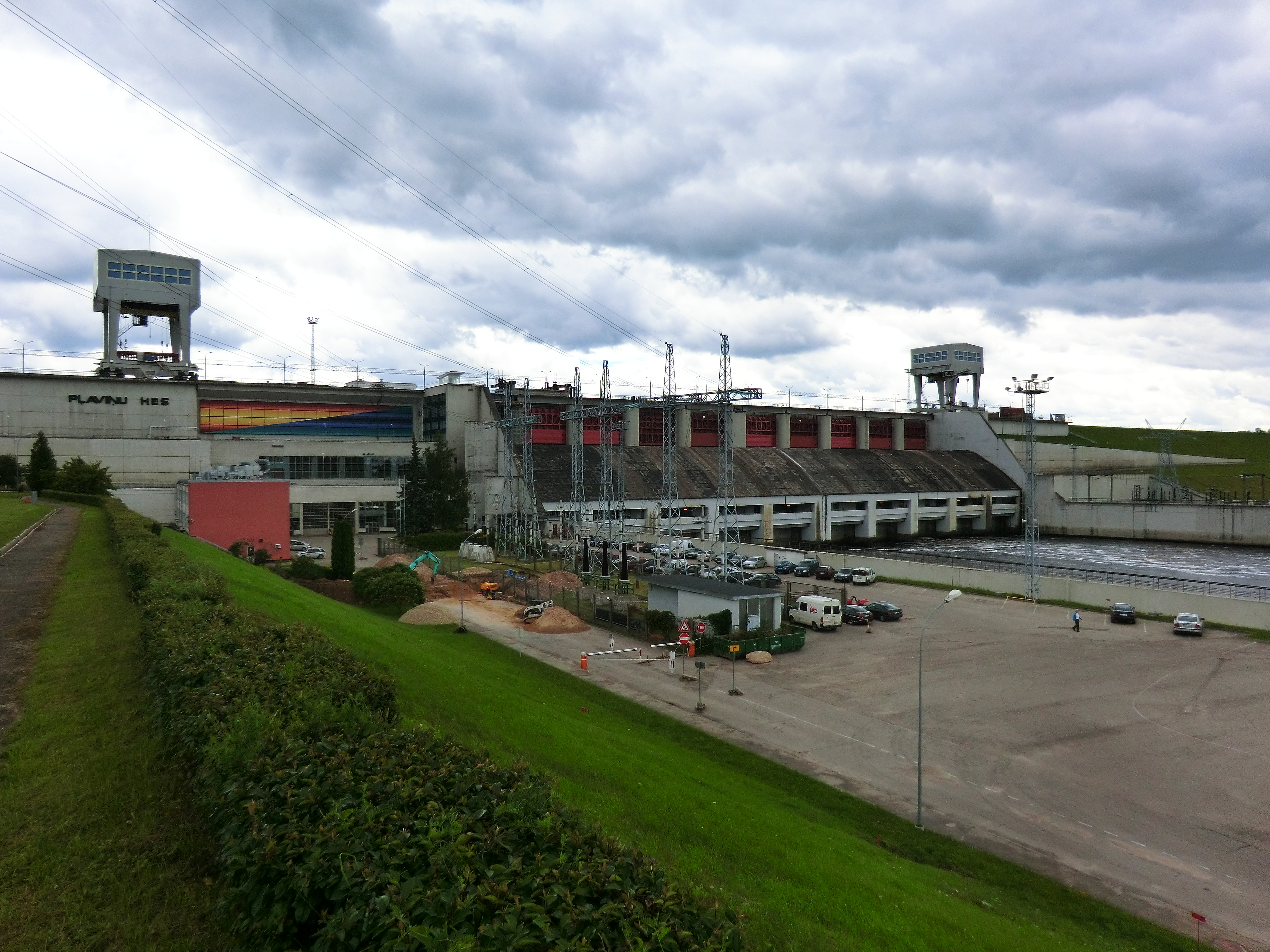
Wasserkraftwerk Pļaviņas

## Wasserkraftwerk Pļaviņas
Das Wasserkraftwerk von Pļaviņas (Pļaviņu hidroelektrostacija, meist abgekürzt: Pļaviņu HES) ist das größte in Lettland. Im Jahre 2015 erzeugte es 1022 GWh, das sind 57 % der von den drei lettischen Wasserkraftwerken an der Daugava insgesamt gelieferten Energie. Es befindet sich 107 km von der Einmündung der Düna in die Rigaer Bucht entfernt. Die Bauzeit belief sich auf sieben Jahre: von 1961 bis 1968. Bei einer Stauhöhe von maximal 40 Meter bietet das Kraftwerk eine Kapazität von 893.500 kW.

## Städtepartnerschaften
Aizkraukle hat drei Partnerstädte:
- Eppstein (Deutschland), seit 1998,
- Biržai (Litauen), seit 2004
- Kiskunhalas (Ungarn), seit 2005

## Söhne und Töchter der Stadt
- Evars Klešniks (* 1980), Handballspieler
- Laura Igaune (* 1988), Hammerwerferin
- Kristers Gudļevskis (* 1992), Eishockeytorwart